# جهاز كهربائي

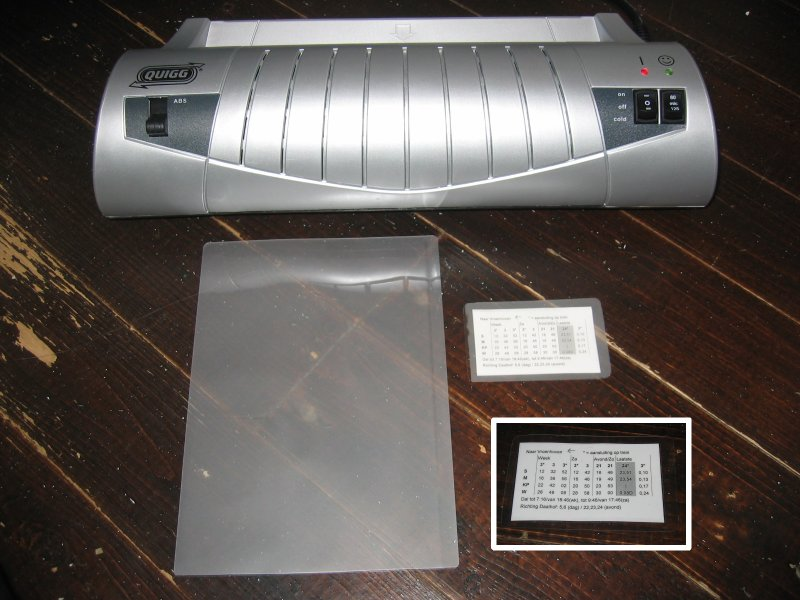
مثل لـ جهاز كهربائي: جهاز كهربائي لتلاصـُق رقيقات پلاستكية (lamination of plastic foils) بعضاً ببعض بغرض تغليف أشياء مرغوبة معيـّنة برُمـّتها بالپلاستك

الجهاز الكهربائي هو جهاز الذي إمـّا يستخدمُ أم يولـِّدُ أم يقيسُ الطاقة الكهربائية لتشغيله.

## نبذة من الأسس
تتصل الأجهزة الكهربائية مباشرة ً بشبكة الطاقة الكهربائية (مثل الغلاية وغسالة الصحون والمصباح) ، أم تكون مجهـّزة بمراكم أو بطاريات (مثل الهاتف المحمول والمصباح اليدوي) أم أنها تولد الطاقة الكهربائية من عندها (مثل المولد المحمول والوحدة الكهروضوئية القابلة للتوصيل). والأجهزة المنقولة للقياس والاختبار لاِستكشاف التيار الكهربائي (على سبيل المثال أجهزة تعدد القياس وأجهزة اختبار الطور هي أيضًا تعتبر «أجهزة كهربائية».
والمستهلكات الكهربائية هي أيضاً تعتبر «أجهزة كهربائية» طالما يمكن نقلها.

## تعريف المصطلحات
الأجهزة الكهربائية للمنازل الخاصة بالمعنى الضيق هي الأجهزة الكهرومنزلية التي يجب تمييزها عن الأجهزة أو الآلات التي تـُستخدم بشكل أساسي للأغراض التجارية. ومع ذلك ، من الصعب رسم خط واضح بين الصنفين ، على الأقل بالنسبة لبعض مجموعات المنتجات ، على سبيل المثال معدّات العاملين المستقلين الذين يقومون بترميمات منازلهم بأنفسهم. حتى الأجهزة المستخدمة بشكل خاص للاستخدام الخارجي (مثل أدوات الحدائق) لا تنتمي إلى الأجهزة الكهربائية المنزلية.

## أجهزة منزلية خاصة
في حالة الأجهزة الكهربائية للاستخدام الخاص ، لا سيما في مجال أدوات المطبخ ، يتم التمييز بين الأجهزة الكهربائية الكبيرة (مثل الثلاجة) والأجهزة الكهربائية الصغيرة (مثل مجفف الشعر).
هناك أيضا تقسيم إلى ما يلي:
- السلع البيضاء (خاصة ً أدوات المطبخ) ،
- السلع البنية (الإلكترونيات الاستهلاكية) ،
- السلع الحمراء (سخانات)
- السلع الرمادية (إلكترونيات المعلومات والاتصالات).

هذا التقسيم هو الآن قديم، ولكن لا يزال من الممكن العثور عليه بشكل متكرر في اللغة المشتركة لقطاعاتٍ عدّة من الصناعة وتجارة الجملة والتجزئة، واقتصاد إدارة القـُمامات، وكذلك يـُستعمل في بعض الأحيان في الإحصائيات.